# Liboré
Liboré est un village et une commune rurale du Niger, du département de Kollo. Elle a pour chef-lieu Loboré Djerma.

## Géographie
La commune s'étend de la rive gauche du Niger à l'est de Niamey la capitale du Niger.
| Niamey III | Hamdallaye |          |
| Niamey IV  | Liboré     | N'Dounga |
| Niamey V   | Youri      |          |

## Histoire
Le territoire concerné est temporairement annéxé à Niamey VI avant 2001. La commune est instaurée en 2002. 

## Population
Lors du recensement général de 2012, la population communale est relevée à 26 243 habitants, dont 3 336 habitants pour la localité chef-lieu. La commune est peuplée par les éthnies Fulbé, Zarma, Haoussa et une minorité malienne.

## Villages
La commune s'étend sur quatorze villages, quinze hameaux et un camp.

## Services et infrastructures
La commune abrite les services suivants :
• École primaire Medersa YAROUKOUROU
- Centre de Formation aux Métiers (CFM) à Liboré.
- Collège d’Enseignement Général (CEG) à Liboré
- Complexe d’Enseignement Secondaire (CES) à Mallaleye.
- Centre de Santé Intégré (CSI) à Loboré Djerma, Banigoungou, Bangoubanda et Tonkobangou.

## Économie
L'irrigation est pratiquée sur les rives du Niger, la culture du riz, du mil et des haricots rouges, l’élevage et la pêche sont pratiqués dans la commune.